# پورشگرن
پورشگرن (به لاتین: Porsgrunn) یک سکونتگاه مسکونی و شهر در نروژ است که در تلمارک واقع شده‌است.
شهرداری پورشگرن در ۱ ژانویه ۱۸۳۸ تأسیس شد . شهر برویک و ناحیه روستایی ایدانگر در ۱ ژانویه ۱۹۶۴ به شهرداری پورسگرون ادغام شدند.

## خصوصیات
پورشگرن ۱۶۵ کیلومترمربع مساحت و ۳۵٬۱۱۷ نفر جمعیت دارد.